# Interzone (album)
 (novembre 2023).
Pour les articles homonymes, voir Interzone.
Interzone est un album de John Zorn paru sur le label Tzadik en 2010. Composé selon la technique des file cards, il s'agit d'un hommage à William Burroughs et Brion Gysin.

## Titres
| 1.    | Interzone 1 | 15:20 |
| 2.    | Interzone 2 | 27:37 |
| 3.    | Interzone 3 | 11:21 |
| 54:18 |             |       |

## Personnel
- Cyro Baptista - percussions
- Trevor Dunn - basses
- John Medeski - claviers
- Ikue Mori - électronique
- Marc Ribot - guitare, banjo, sintir, cümbüş
- Kenny Wollesen - batterie, vibraphone, chimes, timbales, Wollesonics, percussions
- John Zorn - saxophone alto